# Diocèse de Nueve de Julio
Le diocèse de Nueve de Julio (en latin : Dioecesis Sancti Dominici Novem Iulii ; en espagnol : Diócesis de Nueve de Julio) est un diocèse de l'Église catholique en Argentine, suffragant de l'archidiocèse de Mercedes-Luján.

## Territoire
Il comprend dix-sept arrondissements de la province de Buenos Aires : Bragado, Carlos Casares, Carlos Tejedor, Florentino Ameghino, General Pinto, General Viamonte, General Villegas, Hipólito Yrigoyen, Lincoln, Nueve de Julio, Pehuajó, Pellegrini, Rivadavia, Salliqueló, Trenque Lauquen, Tres Lomas et Veinticinco de Mayo.
Il possède un territoire d'une superficie de 57 016 km2 divisé en 35 paroisses. Le siège épiscopal est dans la ville de Nueve de Julio où se trouve la cathédrale Saint-Dominique-de-Guzmán ainsi que le sanctuaire de Notre-Dame de Fátima.

## Historique
Le diocèse est érigé le 11 février 1957 par la constitution apostolique Quandoquidem adoranda du pape Pie XII en prenant sur le territoire du diocèse d'Azul et de Mercedes (aujourd'hui archidiocèse de Mercedes-Luján).
Par la lettre apostolique Qui huius saeculi du 23 mars 1959, le pape Jean XXIII proclame que la Vierge Marie honorée sous le vocable de Notre-Dame de Fátima ainsi que saint Dominique de Guzmán sont les principaux patrons du diocèse.
Nommé suffragant de l'archidiocèse de Buenos Aires lors de sa création, il intègre la province ecclésiastique de l'archidiocèse de La Plata le 5 mai 1967 en vertu de la constitution apostolique Qui divino consilio du pape Paul VI.
Le 4 octobre 2019, le diocèse de Mercedes-Luján est élevé au rang d'archidiocèse métropolitain par le pape François, et Nueve de Julio devient son suffragant tout comme les diocèses de Merlo-Moreno et Zárate-Campana.

## Évêques
- Agustín Adolfo Herrera (13 mars 1957 - 24 juillet 1961), nommé évêque coadjuteur de Jujuy
- Antonio Quarracino (3 février 1962 - 3 août 1968), nommé évêque d'Avellaneda
- Alejo Benedicto Gilligan (19 juillet 1969 - 28 août 1991)
- José Vittorio Tommasí (28 août 1991 - 16 septembre 1998)
- Martín de Elizalde, O.S.B (6 juillet 1999 - 1 décembre 2015)
- Ariel Edgardo Torrado Mosconi, depuis le 1 décembre 2015